# Edgarosaurus
Edgarosaurus là một chi thằn lằn cổ rắn, được Druckenmiller mô tả khoa học năm 2002.